# Vogelsang (Gruiten)
Die Ortslage Vogelsang war ein Wohnplatz in Haan. Heute ist der Ort eine Wüstung.

## Lage
Der Wohnplatz lag im äußersten Osten Haans an der Gemeindegrenze zu Wuppertal inmitten des Waldgebietes Osterholz, knapp südlich unterhalb der Kuppe einer Erhebung und oberhalb der Grube 10, in der Kalkstein abgebaut wurde.
Benachbarte Ortslagen waren: (In der Gemeinde Wuppertals) Osterholz, Alt-Derken, Simonshöfchen, Ölbers, Zur Linden, Schrotzberg und wüst gefallen Steeg. In Haan lagen benachbart: Birschels und mittlerweile auch wüst gefallen Mühlenfeld, Isenberg und Klevenhof.

## Geschichte
Zur Geschichte des Wohnplatzes ist nichts belegt. Auf den Karten von 1824 und 1843 ist der Ort noch nicht verzeichnet, erstmals ist Vogelsang auf der topographischen Karte (TK25) 1892/94 verzeichnet. Die Ortslage war dann bis 1974 verzeichnet, auf der Karte von 1983 ist Vogelsang nicht mehr verzeichnet und der Wohnplatz wurde geschleift. Der Ort ist heute bewaldet.